# Techland
Techland é uma empresa da Polônia desenvolvedora de jogos eletrônicos, fundada em 1991 por Paweł Marchewka. A empresa é mais conhecida pelo desenvolvimento de Call of Juarez, Call of Juarez: Bound in Blood e Dying Light. A empresa trabalha com jogos ocidentais com jogos com a temática de tiro em primeira pessoa. Eles também produziram Dead Island.

Em julho de 2023, a Techland anunciou que foi adquirida pela Tencent mas, continuará independente.

## História
Techland estreou-se como um distribuidor de software's para computador. O primeiro produto desenvolvido internamente, foi o Crime Cities, foi publicado em 2000. A equipe de desenvolvimento núcleo, cujos esforços de colaboração resultou na criação da proprietária Chrome Motor no ano de 2003. O primeiro jogo baseado no motor in-house, que estabeleceu Techland como um desenvolvedor de software amplamente reconhecido foi um sci-fi shooter em primeira pessoa, chamado Chrome. A aclamação da crítica e sucesso comercial do título original foram os motivos para o desenvolvimento de jogo intitulado de Chrome: Specforce, lançado em 2005. Juntamente com os first person shooters.
Desde a sua primeira aparição no ano de 2003, Chrome Motor, tem estado sob constante desenvolvimento e, em 2006, evoluiu para ChromeEngine 4, que também está passando por compatibilidade para o PlayStation 3. O potencial do SDK é demonstrado na Techland, Call of Juarez. O jogo recebeu reconhecimento mundial e reforçou a posição da Techland.  Call of Juarez é atualmente o produto mais reconhecido da empresa e o primeiro título para apoiar totalmente DirectX 10

## Jogos desenvolvidos
Abaixo está a lista de jogos desenvolvidos pela Techland.
| Ano  | Título                                     | Plataforma(s) | Plataforma(s) | Plataforma(s) | Plataforma(s) | Plataforma(s) |
| Ano  | Título                                     | PS3           | PS4           | Windows       | Xbox 360      | Xbox One      |
| ---- | ------------------------------------------ | ------------- | ------------- | ------------- | ------------- | ------------- |
| 2000 | Crime Cities                               | Não           | Não           | Sim           | Não           | Não           |
| 2001 | Chess 2001                                 | Não           | Não           | Sim           | Não           | Não           |
| 2001 | Mission: Humanity                          | Não           | Não           | Sim           | Não           | Não           |
| 2001 | Speedway Championships                     | Não           | Não           | Sim           | Não           | Não           |
| 2001 | Survival: The Ultimate Challenge           | Não           | Não           | Sim           | Não           | Não           |
| 2001 | Bridge 3000                                | Não           | Não           | Sim           | Não           | Não           |
| 2001 | Pet Racer                                  | Não           | Não           | Sim           | Não           | Não           |
| 2002 | Pet Soccer                                 | Não           | Não           | Sim           | Não           | Não           |
| 2002 | Indiana Jack                               | Não           | Não           | Sim           | Não           | Não           |
| 2002 | FIM Speedway Grand Prix                    | Não           | Não           | Sim           | Não           | Não           |
| 2003 | Chrome                                     | Não           | Não           | Sim           | Não           | Não           |
| 2003 | Hen on Fire: Kurminator                    | Não           | Não           | Sim           | Não           | Não           |
| 2004 | Xpand Rally                                | Não           | Não           | Sim           | Não           | Não           |
| 2005 | Chrome: SpecForce                          | Não           | Não           | Sim           | Não           | Não           |
| 2006 | Crazy Soccer Mundial                       | Não           | Não           | Sim           | Não           | Não           |
| 2006 | FIM Speedway Grand Prix 2                  | Não           | Não           | Sim           | Não           | Não           |
| 2006 | GTI Racing                                 | Não           | Não           | Sim           | Não           | Não           |
| 2006 | Call of Juarez                             | Não           | Não           | Sim           | Sim           | Não           |
| 2006 | Xpand Rally Xtreme                         | Não           | Não           | Sim           | Não           | Não           |
| 2008 | FIM Speedway Grand Prix 3                  | Não           | Não           | Sim           | Não           | Não           |
| 2008 | Nikita: The Mystery of the Hidden Treasure | Não           | Não           | Sim           | Não           | Não           |
| 2008 | Nikita: Wild Cars                          | Não           | Não           | Sim           | Não           | Não           |
| 2009 | Speedway League                            | Não           | Não           | Sim           | Não           | Não           |
| 2009 | Call of Juarez: Bound in Blood             | Sim           | Não           | Sim           | Sim           | Não           |
| 2009 | Karaoke for Fun: Radio Gold Hits           | Não           | Não           | Sim           | Não           | Não           |
| 2009 | Karaoke for Fun: King of Pop               | Não           | Não           | Sim           | Não           | Não           |
| 2009 | Karaoke for Fun: Pop                       | Não           | Não           | Sim           | Não           | Não           |
| 2009 | Karaoke for Fun: Rock                      | Não           | Não           | Sim           | Não           | Não           |
| 2009 | Karaoke for Fun: 50 Hits                   | Não           | Não           | Sim           | Não           | Não           |
| 2009 | Karaoke for Fun: 80 Hits                   | Não           | Não           | Sim           | Não           | Não           |
| 2010 | SingSing                                   | Não           | Não           | Sim           | Não           | Não           |
| 2010 | Nail'd                                     | Sim           | Não           | Sim           | Sim           | Não           |
| 2011 | FIM Speedway Grand Prix 4                  | Não           | Não           | Sim           | Não           | Não           |
| 2011 | Call of Juarez: The Cartel                 | Sim           | Não           | Sim           | Sim           | Não           |
| 2011 | Dead Island                                | Sim           | Não           | Sim           | Sim           | Não           |
| 2012 | Mad Riders                                 | Sim           | Não           | Sim           | Sim           | Não           |
| 2013 | Dead Island: Riptide                       | Sim           | Não           | Sim           | Sim           | Não           |
| 2013 | Call of Juarez: Gunslinger                 | Sim           | Não           | Sim           | Sim           | Não           |
| 2013 | Hellraid                                   | Sim           | Não           | Sim           | Sim           | Não           |
| 2015 | Dying Light                                | Não           | Sim           | Sim           | Não           | Sim           |
| 2016 | Dying Light: The Following                 | Não           | Sim           | Sim           | Não           | Sim           |
| 2022 | Dying Light 2 Stay Human                   | Não           | Sim           | Sim           | Não           | Sim           |

### Projetos cancelados ou atrasados
- Chrome 2 (em espera)[carece de fontes?]
- Dia dos Mutantes (cancelado)[carece de fontes?]
- Warhound (em espera)[carece de fontes?]